# Lwiwske (Brauerei)

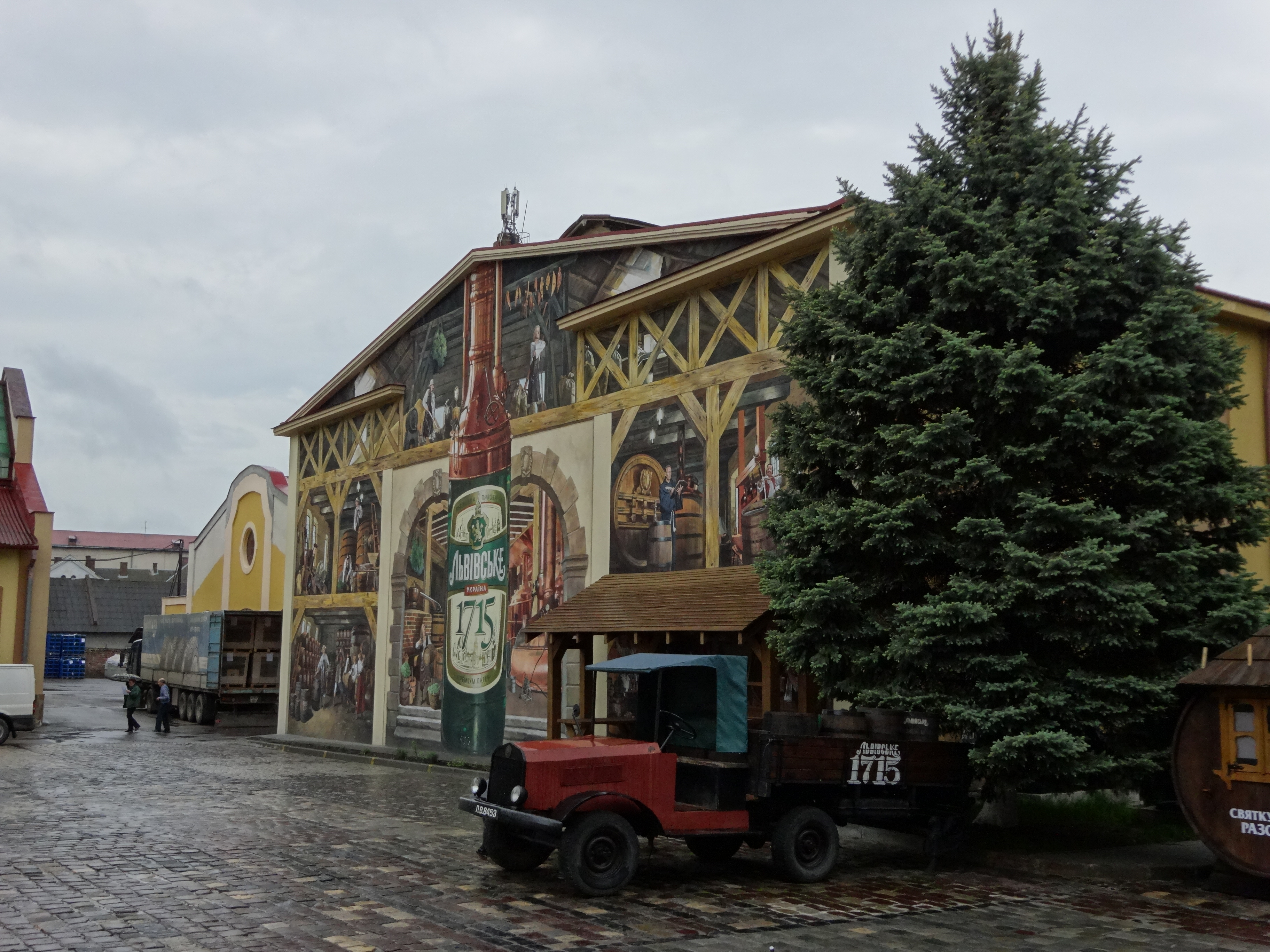

Lwiwske (ukrainisch Львівське) ist ein ukrainischer Getränkehersteller mit Sitz in Lemberg. Lwiwske ist die älteste Bierbrauerei in der Ukraine.

## Geschichte
Die Geschichte der Brauerei geht in das Jahr 1715 zurück, als Mönche des Jesuitenordens mit der Bierbrauerei begannen. Die Brauerei gehörte in der Zeit der Österreich-Ungarischen Monarchie zu den drei besten Brauereien des Kaiserreichs. 1993 wurde die Brauerei privatisiert. Seit dem 28. April 2008 gehört sie zu der Carlsberg-Gruppe.
Die Brauerei produziert 231 Millionen Liter pro Jahr. Die Brauerei beschäftigt in ihrem Werk 321 Mitarbeiter.

## Biere

### Lvivske
- Lvivske Premium – Pilsner, 4,7 %
- Lvivske 1715 – Pilsner, 4,0 %
- Lvivske Svitle ("leicht") – Pilsner, 3,7 %
- Lvivske Mitsne ("stark") – Pilsner, 7,0 %
- Lvivske Porter – Stout, 8,0 %
- Lvivske Zhive ("Live") – Live beer, 4,8 %
- Lvivske Rizdvyane – dunkles Weihnachtsbier, 3,9 %

### Robert Doms
Robert Doms (1816–1893) war ein Preusse der 1850 in Lemberg eine Brauerei gründete.
- Robert Doms Bohemske – böhmische Art, Pilsner, 4,6 %
- Robert Doms Minkhenskiy – Münchner Art Dunkel, 4,0 %
- Robert Doms Videnskiy – Wiener Art Lager, 4,2 %